# Баранов, Андрей Геннадьевич
Андрей Геннадьевич Баранов (19 февраля 1962) — советский и российский футболист, защитник.

## Биография
Воспитанник московских детских команд МЭЛЗ и ЦСКА. В 1981 году дебютировал на взрослом уровне в составе ЦСКА, первый матч в высшей лиге сыграл 16 августа 1981 года на выезде против донецкого «Шахтёра», заменив на 66-й минуте Евгения Дулыка. Всего в сезоне 1981 года сыграл 5 матчей в высшей лиге. В 1982 и начале 1983 года тоже был в составе ЦСКА, но на поле не выходил.
После ухода из ЦСКА играл во второй лиге за «Металлург» (Магнитогорск), калининскую «Волгу», казанский «Рубин». В 1992 году выступал за «Рубин» в первой лиге России.
В 1993 году перешёл в «Луч» из Владивостока, дебютировавший в высшей лиге. Первый официальный матч за клуб сыграл 8 марта 1993 года против камышинского «Текстильщика», провёл на поле все 90 минут. Был основным защитником команды, принял участие в 29 матчах регулярного сезона и четырёх играх переходного турнира, однако не смог помочь команде избежать вылета.
В 1994 году вместе с группой российских игроков под руководством тренера Александра Ивченко выступал за оманский клуб «Сур».
В конце карьеры три сезона провёл в составе омского «Иртыша». В «Рубине», «Луче» и «Иртыше» также играл под руководством Ивченко.